# Florencia Serranía Soto
Florencia Serranía Soto (Ciudad de México, 11 de junio de 1963) es una ingeniera mecánica, empresaria, investigadora y funcionaria mexicana.

## Trayectoria
Florencia Serranía es ingeniera mecánica por la Universidad Nacional Autónoma de México (UNAM) de 1982 a 1986. Tiene una maestría y un doctorado en Ciencias Materiales de la Universidad de Londres, concluido en 1993. Su tesis doctoral fue sobre «Análisis Dinámico de Materiales Compuestos sometidos a pruebas de Bajo Impacto». De 1993 a 2011 fue investigadora en el Instituto de Ingeniería de la UNAM.
Se incorporó al Gobierno del Distrito Federal en el 2000 al ser invitada por Claudia Sheinbaum. Serranía rechazó esa primera invitación, retomando nuevamente el interés de Jenny Saltiel Cohen, invitándole a integrar la Secretaría de Transporte y Vialidad como directora de Planeación de Transporte. Fue directora de los Servicios de Transportes Eléctricos de la Ciudad de México de 2001 a 2004, etapa en la que colaboró igualmente en el diseño e implementación de la primera línea del Metrobús. De 2004 a 2006 ocupó por primera vez la dirección del Sistema de Transporte Colectivo (STC), organismo que administra el Metro de la Ciudad de México. En 2018 fue designada nuevamente en ese cargo mismo del que dejó de ser la directora del metro de Ciudad de México el 28 de junio de 2021 tras el accidente del Metro de la Ciudad de México de 2021.
Fundó la empresa Urban Travel Logistics, misma que ha hecho proyectos como el Tren Turístico Puebla -Cholula, de tres Centros de Transferencia Modal en la Ciudad de México y sistemas de pago de carreteras como la plataforma IAVE.

## Premios y reconocimientos
- Becaria del Consejo Británico[4]
- Becaria del Consejo Nacional de Ciencia y Tecnología (CONACyT).[4]